# رولاند بيل
رولاند بيل (16 مايو 1857 في المملكة المتحدة - 29 يناير 1935 في المملكة المتحدة) (بالإنجليزية: Roland Bell)‏ هو لاعب كريكت بريطاني وبريطاني (وحمل سابقاً جنسية المملكة المتحدة لبريطانيا العظمى وأيرلندا). لعب مع نادي مقاطعة سري للكريكت ‏.

## وصلات خارجية
- رولاند بيل على موقع إي آس بي آن كريك إنفو (الإنجليزية)